# Podame
Podame é uma povoação portuguesa sede da Freguesia de Podame do Município de Monção, freguesia com 3,66 km² de área e 265 habitantes (censo de 2021), tendo, por isso, uma densidade populacional de 72,4 hab./km².

## História
A igreja paroquial é muito antiga. Pertenceu a D. Adozinda Aires, irmã de D. Telo Aires, e é já referida em documentos de 1033. Esta não deverá ser, no entanto, a igreja original. Não o é, seguramente, na sua totalidade. De facto, a capela sul foi mandada erigir entre 1772 e 1779 pelo Padre João Manuel Pereira de Castro, natural do lugar da Portela. O templo está construído em pedra bem trabalhada, em que se destacam arcos, cornijas, pirâmides, cruzes e o suporte do púlpito.O cruzeiro de Podame, um dos mais notáveis do concelho, foi mandado erguer pelo Padre Luís Domingos Barreiros, em 1868, em honra de Nossa Senhora do Terço dos Remédios (hoje invocada como Nossa Senhora das Angústias). Foi obra de um artista da terra, do lugar de Rigueiros, que passou a ser conhecido pelo apelido de Cruzeirinho.
Podame dista 14 km da sede do município. Confronta com Badim e Riba de Mouro a norte, Segude, a norte e poente, Tangil, a nascente e sul, e Merufe, a sul e poente. O seu território divide-se em quatro grandes lugares: Cruzeiro (Cachadinha, Podame e Cruzeiro), Eirado (Portela, Nobres e Eirado), Uveiras (Uveiras e Tarendo) e Marrajós (Souto, Ponte, Corgos e Marrajós).
Chamava-se primitivamente Potamio. Foi habitada desde tempos pré-históricos por povos nómadas que se dedicavam à pastorícia. Tal é cabalmente atestado pelos vestígios deixados: o dólmen em Fonte do Ladrão (infelizmente destruído no Inverno de 1982) ou as Gravuras Rupestres de Cotarinho, Pelos e Chão da Sobreira.
Foi abadia da apresentação do ordinário ou, segundo a Estatística Paroquial de 1862, da apresentação da casa do Infantado. Pertenceu ao concelho de Valadares, extinto no século XIX. Foi uma das freguesias medievais do concelho de Melgaço.
No ano de 1258, D. Afonso III enviou fiscais por todo o reino por causa dos impostos. Aqui chegaram acompanhados pelo juiz de Valadares, Mortinho Pais. Por essa altura, a paróquia registava-se como Podami e pagava fossadeira (obrigação que os nobres tinham de acompanhar o rei nas suas incursões em terra inimiga). De acordo com as inquirições, o Pároco chamava-se João Mendes e nas testemunhas ouvidas figurava um D. Durão.
Nomes como o já citado D. Durão ou D. Telo Aires confirmam que Podame foi, de facto, berço ou sitio de residência da nossa primeira aristocracia. Moraram por certo no lugar da freguesia a que se chamou dos Nobres.
Pertenceu ao antigo concelho de Valadares até 1855.

## Demografia
A população registada nos censos foi:
| Distribuição da População por Grupos Etários | Distribuição da População por Grupos Etários | Distribuição da População por Grupos Etários | Distribuição da População por Grupos Etários | Distribuição da População por Grupos Etários |
| -------------------------------------------- | -------------------------------------------- | -------------------------------------------- | -------------------------------------------- | -------------------------------------------- |
| Ano                                          | 0-14 Anos                                    | 15-24 Anos                                   | 25-64 Anos                                   | > 65 Anos                                    |
| 2001                                         | 30                                           | 37                                           | 162                                          | 92                                           |
| 2011                                         | 24                                           | 25                                           | 138                                          | 91                                           |
| 2021                                         | 16                                           | 18                                           | 99                                           | 132                                          |